# Reginaterreuma monroei
Reginaterreuma monroei är en mångfotingart som beskrevs av Jean-Paul Mauriès 1987. Reginaterreuma monroei ingår i släktet Reginaterreuma och familjen Metopidiotrichidae. Inga underarter finns listade i Catalogue of Life.